# Élection législative partielle de 1977 à Mayotte
Une élection législative partielle se déroule le 13 mars 1977. Dans le territoire de Mayotte, un député est à élire dans le cadre d'une circonscription.

## Élus
| Circonscription        | Député sortant     | Parti              | Parti              | Député élu ou réélu | Parti | Parti     |
| ---------------------- | ------------------ | ------------------ | ------------------ | ------------------- | ----- | --------- |
| Circonscription unique | Nouvellement créée | Nouvellement créée | Nouvellement créée | Younoussa Bamana    |       | Centriste |

## Résultats

### Résultats à l'échelle du territoire
|                | Mouvement populaire mahorais | 14 868 | 100,00 | 1 |  |  |
|                | Majorité présidentielle      | 14 868 | 100,00 | 1 |  |  |
|                |                              |        |        |   |  |  |
| Inscrits       | Inscrits                     | 18 848 | 100,00 | 1 |  |  |
| Abstentions    | Abstentions                  | 3 588  | 19,04  |   |  |  |
| Votants        | Votants                      | 15 260 | 80,96  |   |  |  |
| Blancs et nuls | Blancs et nuls               | 392    | 2,57   |   |  |  |
| Exprimés       | Exprimés                     | 14 868 | 97,43  |   |  |  |

### Résultats par circonscription
|                                            | Younoussa Bamana élu | Centriste (MPM) | 14 868 | 100,00 |  |  |  |
|                                            |                      |                 |        |        |  |  |  |
| Inscrits                                   | Inscrits             | Inscrits        | 18 848 | 100,00 |  |  |  |
| Abstentions                                | Abstentions          | Abstentions     | 3 588  | 19,04  |  |  |  |
| Votants                                    | Votants              | Votants         | 15 260 | 80,96  |  |  |  |
| Blancs et nuls                             | Blancs et nuls       | Blancs et nuls  | 392    | 2,57   |  |  |  |
| Exprimés                                   | Exprimés             | Exprimés        | 14 868 | 97,43  |  |  |  |
| Source : Le Monde, édition du 17 mars 1977 |                      |                 |        |        |  |  |  |